# Valdosta
Valdosta is een plaats (city) in de Amerikaanse staat Georgia, en valt bestuurlijk gezien onder Lowndes County.

## Demografie
Bij de volkstelling in 2000 werd het aantal inwoners vastgesteld op 43.724.
In 2006 is het aantal inwoners door het United States Census Bureau geschat op 45.529, een stijging van 1805 (4.1%). In 2010 was het aantal inwoners gestegen tot 54.518

## Geografie
Volgens het United States Census Bureau beslaat de plaats een oppervlakte van
78,3 km², waarvan 77,5 km² land en 0,8 km² water. Valdosta ligt op ongeveer 61 m boven zeeniveau.

## Geboren in Valdosta
- Billy Joe Royal (1942-2015), pop- en countryzanger
- John D. Newsome (1969) componist, muziekpedagoog en dirigent

## Plaatsen in de nabije omgeving
De onderstaande figuur toont nabijgelegen plaatsen in een straal van 24 km rond Valdosta.